# Rachel Roberts (Schauspielerin, 1927)

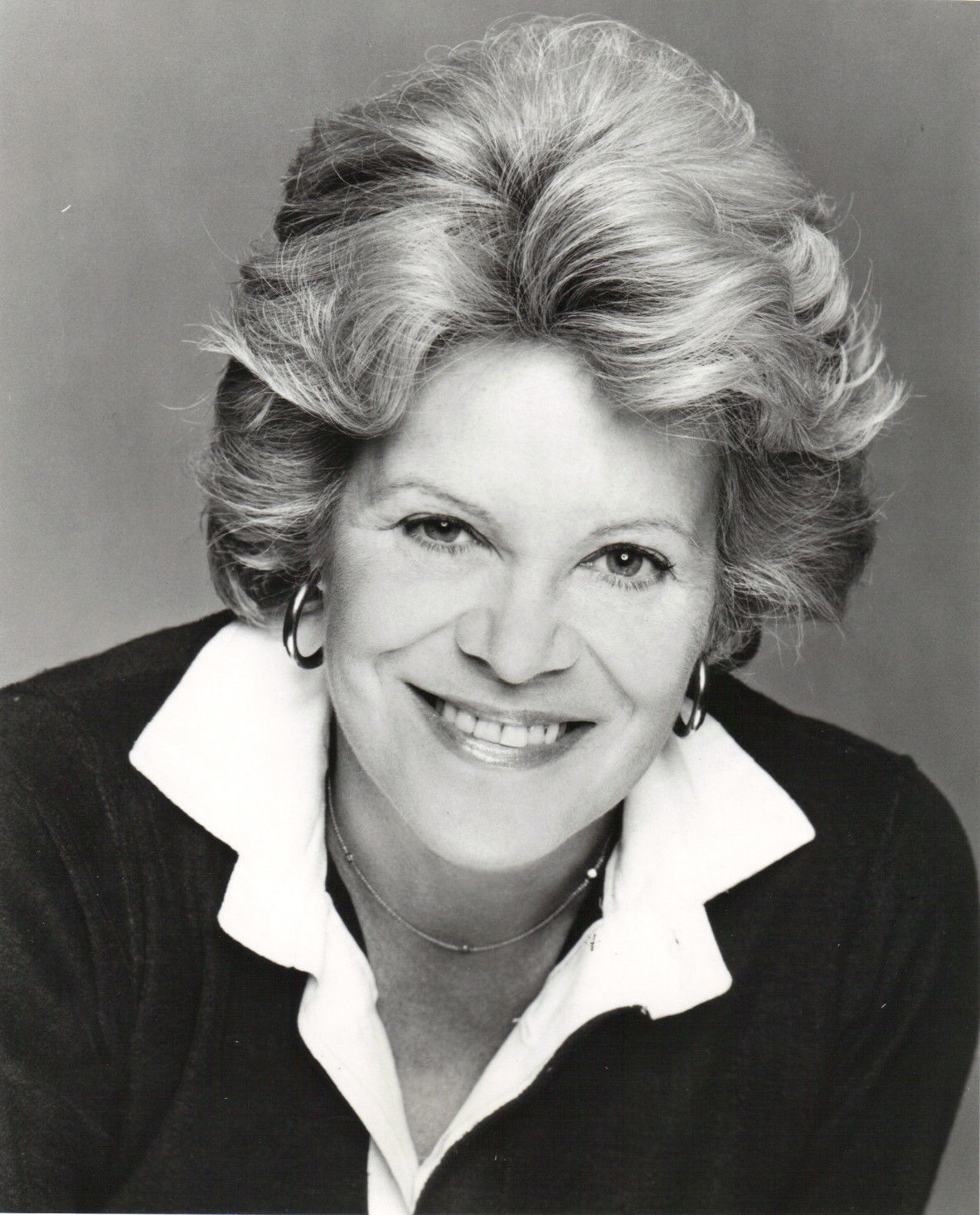
Rachel Roberts

Rachel Roberts (* 20. September 1927 in Llanelli, Wales; † 26. November 1980 in Los Angeles, Kalifornien) war eine britische Schauspielerin.

## Leben und Karriere
Rachel Roberts studierte an der University of Wales und absolvierte im Anschluss ihre Schauspielausbildung an der Royal Academy of Dramatic Art. 1951 machte sie ihr professionelles Bühnendebüt, zwei Jahre später war sie in der walisischen Komödie Valley of Song erstmals in einem Kinofilm zu sehen. Insgesamt spielte Roberts anschließend in etwa zwei Dutzend Filmen, wobei sie zunächst oft sexuell erreichbare, manchmal ungepflegte Frauen der Unterschicht verkörperte. Ab den 1970er-Jahren war sie aber auch oft in autoritären und selbstbewussten, gelegentlich auch schurkenhaften Frauenrollen zu sehen.
Als Filmschauspielerin erlangte sie in den 1960er-Jahren durch ihre Zusammenarbeit mit mehreren Regisseuren der British New Wave Bekanntheit. So war sie 1960 in Karel Reisz’ Sozialdrama Samstagnacht bis Sonntagmorgen als Hausfrau Brenda zu sehen, die mit dem jüngeren Arbeitskollegen ihres Ehemannes fremdgeht und von ihm schwanger wird. Für diese Darstellung wurde sie mit dem BAFTA Award als Beste Hauptdarstellerin ausgezeichnet. Ein zweites Mal erhielt sie diesen Preis für ihre Darstellung einer Witwe an der Seite von Richard Harris im Filmdrama Lockender Lorbeer (1963) unter Regie von Lindsay Anderson. Für Lockender Lorbeer erhielt sie außerdem eine Oscar-Nominierung als Beste Hauptdarstellerin bei der Oscarverleihung 1964. Mit Regisseur Anderson arbeitete sie 1973 bei Der Erfolgreiche an der Seite von Malcolm McDowell nochmals zusammen. 1974 war Roberts als deutsches Dienstmädchen in der starbesetzten Agatha-Christie-Verfilmung Mord im Orient-Expreß von Sidney Lumet zu sehen. Zwei Jahre später spielte sie in dem erfolgreichen australischen Film Picknick am Valentinstag von Peter Weir eine kaltherzig und unerbittlich erscheinende Internatsdirektorin im viktorianischen Australien, die mit ihrem Internat nach mysteriösen Vorfällen zu Grunde geht. Eine ihrer letzten Filmrollen hatte Roberts 1979 in John Schlesingers Filmdrama Yanks – Gestern waren wir noch Fremde.
Neben der Filmarbeit war Roberts auch eine profilierte Bühnendarstellerin, so verkörperte sie am Londoner West End in der Uraufführung von Alun Owens Musical Maggie May die Titelrolle einer Liverpooler Prostituierten. 1974 erhielt sie für ihre Auftritte in den Stücken Chemin de Fer und Der Besuch der alten Dame eine Nominierung für den Tony Award als Beste Hauptdarstellerin. 1976 wurde sie für ihre Darbietung in Alan Bennetts Stück Habeas Corpus mit dem Drama Desk Award prämiert.
In ihren Rollen war Rachel Roberts oft auf tragische Charaktere abonniert und auch ihr Privatleben verlief ähnlich unglücklich. Sie war in erster Ehe von 1955 bis 1961 mit ihrem Schauspielkollegen Alan Dobie und in zweiter Ehe von 1962 bis 1972 mit Rex Harrison verheiratet. Die Scheidung von Harrison verkraftete sie trotz eines Umzugs von England nach Los Angeles nicht und sie versuchte mehrfach vergeblich, ihn zurückzugewinnen. Roberts wurde zunehmend alkoholkrank und wurde im November 1980 tot in ihrem Haus aufgefunden. Nach einer Untersuchung des Coroners wurde im Januar 1981 mitgeteilt, dass die Todesursache Suizid mit einer Überdosis Barbituraten (Schlafmitteln) sei. Alexander Walker verarbeitete postum ihre ausführlichen Tagebuchaufzeichnungen zu dem 1984 erschienenen Buch No Bells on Sunday: The Journals of Rachel Roberts.

## Filmografie (Auswahl)
- 1953: Valley of Song
- 1954: The Weak and the Wicked
- 1957: The Good Companions
- 1959: Unser Mann in Havanna (Our Man in Havanna)
- 1960: Samstagnacht bis Sonntagmorgen (Saturday Night and Sunday Morning)
- 1962: Girl on Approval
- 1963: Lockender Lorbeer (This Sporting Life)
- 1968: Ein Floh im Ohr (A Flea in Her Ear)
- 1969: Die Abrechnung (The Reckoning)
- 1970: Missouri
- 1971: Frauen der Ärzte (Doctors' Wives)
- 1973: Der Erfolgreiche (O Lucky Man!)
- 1973: Der Fuchs von Belstone (The Belstone Fox)
- 1974: Mord im Orient-Expreß (Murder on the Orient Express)
- 1975: Picknick am Valentinstag (Picnic at Hanging Rock)
- 1976: The Tony Randall Show (Fernsehserie, 32 Folgen)
- 1978: Eine ganz krumme Tour (Foul Play)
- 1979: Das Grauen kommt um 10 (When a Stranger calls)
- 1979: Yanks – Gestern waren wir noch Fremde (Yanks)
- 1980: Operation Eiffelturm (Hostage Tower; Fernsehfilm)
- 1981: Charlie Chan und der Fluch der Drachenkönigin (Charlie Chan and the Curse of the Dragon Queen)